# Chemazé
Chemazé är en kommun i departementet Mayenne i regionen Pays de la Loire i nordvästra Frankrike. Kommunen ligger i kantonen Château-Gontier-Ouest som tillhör arrondissementet Château-Gontier. År 2022 hade Chemazé 1 363 invånare.

## Befolkningsutveckling
Antalet invånare i kommunen Chemazé
| Referens: INSEE |